# Ca n'Elies (Tiana)
Ca n'Elies és una masia de Tiana (Maresme) protegida com a bé cultural d'interès local.

## Descripció
Es tracta d'un edifici aïllat, tipus masia reformada, de cinc cossos de planta baixa, un pis i golfes. L'estructura és de murs de càrrega i embigat de fusta i voltes a la planta baixa.
La façana principal és de composició simètrica, portal d'arc carpanell adovellat a l'eix, balconeres a la planta pis i petites finestres quadrades a les golfes. Hi ha dues arcades a les cantonades del primer pis que corresponen a les galeries laterals. La coberta és a doble vessant de teula àrab i bigues de pi melis. A les golfes la solera i els envans són de maó.
A la planta pis hi ha dues sales, a sud i nord, amb dues alcoves, i una cuina i alcova al costat respectivament. Hi ha una cuina per planta. Se'n conserven les antigues xemeneies i, a la planta baixa, hi ha també un forn de pa.